# Moserius elbanus
Moserius elbanus là một loài chân đều trong họ Trichoniscidae. Loài này được Taiti & Ferrara miêu tả khoa học năm 1995.